# Maurice af Battenberg
Prins Maurice Victor Donald af Battenberg KCVO (født 3. oktober 1891 på Balmoral Castle, Aberdeenshire, Skotland, død 27. oktober 1914 i Ieper, Vestflandern, Belgien) var en britisk født prins og soldat, der faldt i begyndelsen af 1. verdenskrig. Han var dronning Victoria af Storbritanniens yngste barnebarn.

## Militærtjeneste
Som ung var prins Maurice kostskoleelev på Wellington College.
Under 1. verdenskrig gjorde han tjeneste som løjtnant i King's Royal Rifle Corps. Fra 19. oktober til 22. november 1914 deltog korpset i Det første slag ved Ypres. (Ypres er det franske og engelske navn på Ieper). Kampene ved Ieper var det sidste store slag i Kapløbet mod havet.
Den 27. oktober faldt prins Maurice ved landsbyen Broodseinde nær Zonnebeke. Han blev begravet på den britiske krigerkirkegård i Ieper.

## Forældre
Prins Maurice var søn af prins Henrik Moritz af Battenberg og prinsesse Beatrice af Storbritannien.
Prins Maurice var ugift.

## Bedsteforældre
Maurice af Battenbergs bedsteforældre var prins Alexander af Hessen-Darmstadt, den polsk fødte komtesse Julia Hauke, den britiske prinsgemal prins Albert af Sachsen-Coburg og Gotha og dronning Victoria af Storbritannien.